# Patricia McKenna

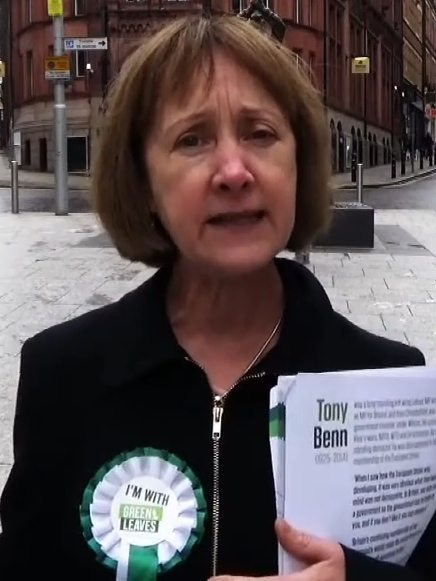
Patricia McKenna, 2016

Patricia McKenna (* 13. März 1957 in Monaghan) ist eine irische Politikerin und ehemaliges Mitglied der Green Party. Seit 2010 ist sie Präsidentin der Europeans United for Democracy, einer politischen Partei auf europäischer Ebene.
1994 wurden die ehemalige Lehrerin sowie Nuala Ahern als erste Mitglieder ihrer Partei in das Europäische Parlament gewählt. Dort gehörte McKenna der Fraktion Die Grünen/Europäische Freie Allianz an. Nach erfolgreicher Wiederwahl 1999 verlor sie 2004 ihren Sitz im Europäischen Parlament. 2007 kandidierte McKenna für den Parteivorsitz der Green Party, konnte sich aber nicht gegen John Gormley durchsetzen. In 2008 unterstützte sie bei dem Referendum die Bewegung zur Ablehnung des Vertrags von Lissabon. Im Jahr 2009 trat sie aus der Green Party aus. Bei den im selben Jahr stattfindenden Europawahlen kandidierte sie als unabhängige Kandidatin, konnte jedoch kein Mandat erringen.
Beim Brexit-Referendum 2016 unterstützte sie in Großbritannien die Leave-Kampagne.
McKenna ist verheiratet und lebt mit ihrem Mann und ihren drei Kindern in Glasnevin.